# Гетьман Вадим Петрович
Вади́м Петро́вич Ге́тьман (12 липня 1935, Снітин, Лубенський район, Полтавська область, Українська СРР, СРСР — 22 квітня 1998, Київ, Україна) — український політик, економіст, банкір та фінансист. Голова Національного банку України (березень-грудень 1992). Депутат Верховної ради УРСР, Народний депутат України, голова біржового комітету УМБВ. Кандидат економічних наук. Володар премії «Людина року» (1997). Герой України (2005, посмертно). Вбитий 22 квітня 1998 року шістьма пострілами в тіло в під'їзді своєї квартири в Києві.

## Життєпис
Вадим Гетьман народився 12 липня 1935 року в селі Снітин Лубенського району Полтавської області, в родині сільських вчителів-філологів. Батько Петро Трохимович і мати Ніна Леонтіївна працювали у місцевій школі. Після закінчення Снітинської семирічної школи, Вадим Гетьман навчався в Литвяківській середній школі на околиці Снітина.
У 1956 році закінчив Київський фінансово-економічний інститут, факультет фінансів. У тому ж році його направили працювати кредитним інспектором в Запорізьку обласну контору Сільгоспбанка СРСР. Згодом працював старшим інспектором облконтори Держбанку Запорізької області.
З 1959 року — начальник відділення фінансування народного господарства Запорізького облфінвідділу. З 1963 року — інспектор Запорізького обласного комітету народного контролю. З 1970 року — завідувач відділу цін.
З 1973 року — голова планової комісії Запорізького облвиконкому.
З 1975 року — перший заступник голови Державного комітету УРСР з цін.
З 1987 року — голова правління Агропромислового банку УРСР (з 1990 року — банк «Україна»). На цій посаді перебував до березня 1992 року.
У березні 1990 року обраний депутатом Верховної Ради України I скликання від Уманського виборчого округу № 425 (Черкаська область). Склав депутатські повноваження 10 травня 1994 року у зв'язку із закінченням повноважень депутатів Верховної Ради України I скликання.
Березень 1992 року — обраний головою правління Національного банку України.
З 1992 року — член Координаційної ради з питань економічних реформ в Україні.
У 1994 році — удруге обраний народним депутатом до Верховної Ради України II скликання від Тальнівського виборчого округу № 426 (Черкаська область). Був керівником депутатської групи «Незалежні».
У вересні 1996 року висувався на посаду заступника голови парламенту. Брав активну участь у розробленні та ухваленні Конституції.
У 1997 році Вадиму Гетьману присуджена премія «Парламентарій 1996 року», «Фінансист 1997 року».
У березні 1998 року балотувався до Верховної Ради України у виборчому окрузі № 198 (Черкаська область), але програв, посівши друге місце і набравши 21,8 % голосів виборців.

## Діяльність фінансиста
Працював у банківських, фінансових та планових структурах Запорізького обласного виконавчого комітету.
З 1975 по 1987 роки — перший заступник голови Держкомітету України з цін.
З 1987 року очолив Український республіканський «Агропромбанк», з 1990 року — Акціонерний комерційний агропромисловий банк «Україна».
У 1992 році — голова правління НБУ. З 1993 року — голова біржового комітету УМВБ.

## Діяльність політика

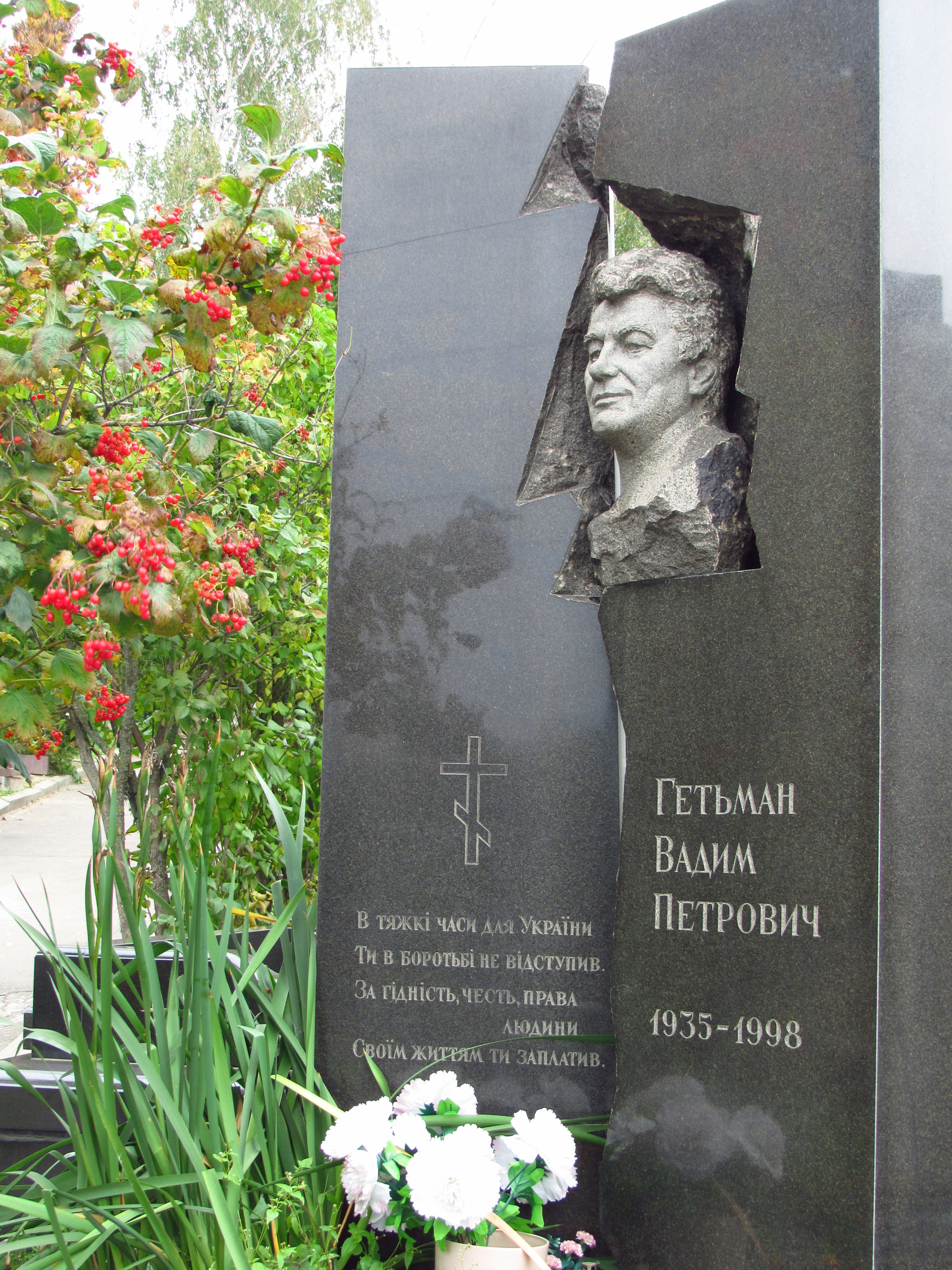
Могила Вадима Гетьмана, Байкове кладовище

З 1992 року — член Координаційної Ради з питань економічних реформ в Україні.
Народний депутат України 1-го і 2-го скликань. Заступник голови постійного Комітету ВРУ з питань фінансів та банківської діяльності. Керівник депутатської групи «Незалежні».
У вересні 1996 року висувався на посаду заступника голови Верховної Ради України. Брав активну участь у розробці та ухваленні Конституції України.

## Вбивство
22 квітня 1998 року Вадим Гетьман був застрелений у ліфті київського будинку, де він мешкав. Підозрюваного у цьому вбивстві було затримано лише у 2002 році. Ним виявився 29-річний Сергій Кулєв, член так званої «Банди Кушніра», донбаського злочинного угруповання. Після довгого процесу у квітні 2003 року Луганський апеляційний суд засудив Сергія Кулєва до довічного ув'язнення з конфіскацією майна. У серпні 2005 року Сергій Кулєв направив до Верховного Суду України листа з проханням про помилування. Він і дотепер перебуває у в'язниці. На думку слідства вбивство Вадима Гетьмана було на замовлення колишнього прем'єр-міністра України Павла Лазаренка.
Похований у Києві на центральній алеї Байкового кладовища (ділянка № 52а, 50°25′18.13″ пн. ш. 30°30′26.27″ сх. д. / 50.4217028° пн. ш. 30.5072972° сх. д.).

## Звання
- Академік Міжнародної академії інформатизації
- Член-кореспондент Академії інженерних наук України
- Кандидат економічних наук
- За підсумками загальнонаціональної програми «Людина року — 96» Вадим Гетьман визнаний «Парламентарієм року».

## Нагороди
- Звання Герой України з удостоєнням ордена Держави (11 липня 2005) — за визначні особисті заслуги перед Українською державою у створенні національної фінансової системи, становленні та розвитку банківської справи і валютно-фінансового ринку, плідну громадсько-політичну діяльність (посмертно)[1].
- Почесна відзнака Президента України (19 липня 1995) — за значний особистий внесок у становлення і розвиток банківської системи[2].
- Нагороджений орденом «Знак Пошани», шістьма медалями; Почесною Грамотою Президії Верховної Ради України[3].

## Увічнення пам'яті

Меморіальна дошка Вадиму Гетьману на Подолі

Невдовзі після загибелі на знак пам'яті про Вадима Гетьмана було встановлено камінь перед входом до будівлі Національного банку України на вулиці Інститутській в Києві.
11 липня 2005 року Вадиму Гетьманові посмертно надано звання Героя України.
12 липня 2005 року на фасаді будинку № 13 на вулиці Михайла Омеляновича-Павленка, в якому жив і був убитий Вадим Гетьман, було встановлено меморіальну дошку на його честь.
У 2005 році іменем Вадима Гетьмана було названо Київський національний економічний університет, який є спадкоємцем інституту, де він навчався у 1950-х роках.
12 липня 2005 року в Запоріжжі до 70-річчя з дня народження Вадима Гетьмана відкрита меморіальна дошка на фасаді будинку по вулиці Поштовій, 32-А (на розі вулиць Тургенєва та Поштової). У цьому будинку Вадим Гетьман жив з 1969 по 1975 роки. Взагалі ж у Запоріжжі він працював ще з 1956 року у різних фінансових та планових установах.
19 квітня 2006 року іменем Вадима Гетьмана названа Індустріальна вулиця міста Києва. Також вулиця Вадима Гетьмана у місті Біла Церква.
Іменем Вадима Гетьмана названо кубок вітрильної регати.
19 квітня 2006 року Кабінет Міністрів України заснував академічну стипендію імені Вадима Гетьмана для студентів вищих економічних навчальних закладів денної форми навчання (починаючи з другого курсу).